# Кишенко Петро Володимирович
Петро Володимирович Кишенко — український військовослужбовець, сержант 3 ОШБр, кавалер ордену За мужність ІІІ ступеня .

## Життєпис
с. Доброолександрівка (в минулому — Александерхільф), Одеська область, етнічний німець. Мешкав в місті Одесі з дружиною. 
В 2016 році закінчив Одеське обласне базове медичне училище за фахом "Фельдшер". 
В 2021 році отримав спеціальність "Лікар" в Одеському національному медичному університеті. Під час початку повномасштабного вторгнення був лікарем-інтерном радіологом. 
З 25 лютого 2022 року вступив добровольцем до лав 122 бригади Територіальної оборони. Допомагав у захисті Гостомеля в березні 2022 року. Брав участь в обороні міста героя Миколаєва в квітні 2022 року, в обороні Очакова влітку 2022 року. 
В грудні 2023 року закінчив воєнну кафедру Одеського національного медичного університету, але звання молодшого лейтенанта отримати не встиг. 
З січня 2024 року ніс службу в складі 3-ї Окремої штурмової бригади, медичної служби 2-го Механізованого батальйону (в/ч А4638).

## Загибель
Загинув поблизу села Сергіївка, Сватівського району, Луганської області під час виконання бойового завдання при спробі окупанта йти на штурм. Загинув, рятуючи пораненого побратима, отримавши вибухову травму декількох ділянок тіла. Залишилися батьки і дружина .